# Гутище (Сосницька селищна громада)
Гу́тище — село в Україні, у Сосницькій селищній громаді Корюківського району Чернігівської області.
Населення становить 6 осіб. До 2020 орган місцевого самоврядування — Спаська сільська рада.

## Географія
Селом тече річка Журавка.

## Історія
Поселення юхновської культури. Уже у 1666 р. на гуті виробляли скла на 20 рублів річно. Проживало 56 жителів. За універсалом Мазепи 1690 р. дозволено Григорію Болдаківському насипати греблю і побудувати млин на р. Убідь в ур. Гутище нижче с. Кириївки. У 1693 р. мешканці Сосниці відправили 19 возів скляного посуду до Москви. Двір Макошинського монастиря. На початку 18 ст.- 7 дворів, господарський двір Макошинського монастиря . За переписом 1897 р.-24 двори, 150 жителів. У 1924 р.-40 дворів і 232 жителі. 2014 р.- 22 жителі.
На території сільського кладовища у вересні 1941 року поховано політрука радянської армії Чухрієнка Івана Ксенофонтовича, який потонув у р. Убідь при відступі радянських військ.
12 червня 2020 року, відповідно до розпорядження Кабінету Міністрів України № 730-р «Про визначення адміністративних центрів та затвердження територій територіальних громад Чернігівської області», увійшло до складу Сосницької селищної громади.
19 липня 2020 року, в результаті адміністративно-територіальної реформи та ліквідації Сосницького району, увійшло до складу Корюківського району Чернігівської області.